# さくら (列車)
櫻・さくらは、かつての鉄道省、日本国有鉄道（国鉄）、およびそれを引き継いだJR各社で運行されていた（運行されている）特別急行列車の列車愛称である。
この愛称は日本の鉄道史上、次の4列車で使用されている。
1. 第二次世界大戦前の1923年から戦時下の1943年まで、鉄道省が東京駅 - 下関駅間で運行していた第3・第4特別急行「櫻」
2. 国鉄の設立後、1951年より1958年まで、国鉄が東京駅 - 大阪駅間で運行していた臨時・不定期特別急行「さくら」
3. 1959年から2005年まで、国鉄およびJRが東京駅 - 長崎駅間（1965年 - 1999年は佐世保駅発着の編成を併結）で運行していた寝台特急（九州特急）「さくら」
4. 2011年から、西日本旅客鉄道および九州旅客鉄道が、山陽新幹線・九州新幹線で運行している新幹線「さくら」

本項では、上記のうち1 - 3について解説するものとする。

## 概略

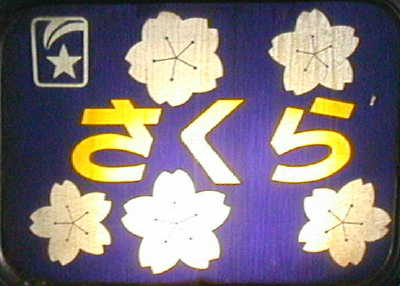
寝台特急時代のテールマーク

「櫻」「さくら」の列車愛称は、鉄道省・国鉄・JRの歴史上においては、第二次世界大戦前の1923年（大正12年）7月に鉄道省が東京駅 - 下関駅間で運行開始した第3・第4特別急行列車に対し、1929年（昭和4年）9月に公募により「櫻」（さくら）と命名したのが起源である。これは、戦後恐慌後の「慢性不況」で利用客が減少していた鉄道に活況をもたらそうと、鉄道省は当時欧米で広まっていた列車愛称を日本の列車にもつけて親しみを持ってもらおうと公募を行った。
サクラが日本の事実上の国花であり、人々に好まれる花であることから、第1・第2特別急行列車の「富士」と共に鉄道省が最初の列車愛称として採り入れたものだった。
終戦を挟み、「櫻」の愛称は1951年（昭和26年）より1958年（昭和33年）まで、国鉄が東京駅 - 大阪駅間で運行していた臨時・不定期特別急行列車の愛称として再登場する（同列車については東海道本線優等列車沿革も参照されたい）。このときは漢字ではなく、平仮名の「さくら」とされた。
「さくら」の愛称は1959年（昭和34年）に国鉄およびJRが東京駅 - 長崎駅間を結ぶ寝台列車（寝台特別急行列車）の愛称として用いることになり、以後2005年（平成17年）までこの愛称が用いられることとなった。この間、1965年（昭和40年） - 1999年（平成11年）は佐世保駅発着の編成を併結していた。
同列車の廃止後に「さくら」の愛称は一旦途絶えたが、2011年（平成23年）3月に九州新幹線が全線開業することを機に、九州旅客鉄道（JR九州）と西日本旅客鉄道（JR西日本）は九州新幹線と山陽新幹線を直通運転する列車名の公募を行い、その結果に基づき「さくら」の愛称を復活させることが2009年（平成21年）2月26日に発表された。「さくら」の名称は応募総数168,951通のうち最多となる7,927通を獲得し、直通運転用に開発された新車両N700系7000番台・8000番台のコンセプトである「日本の美しさ」に合致することからも選ばれた。

## 国鉄・JR特急としての「さくら」

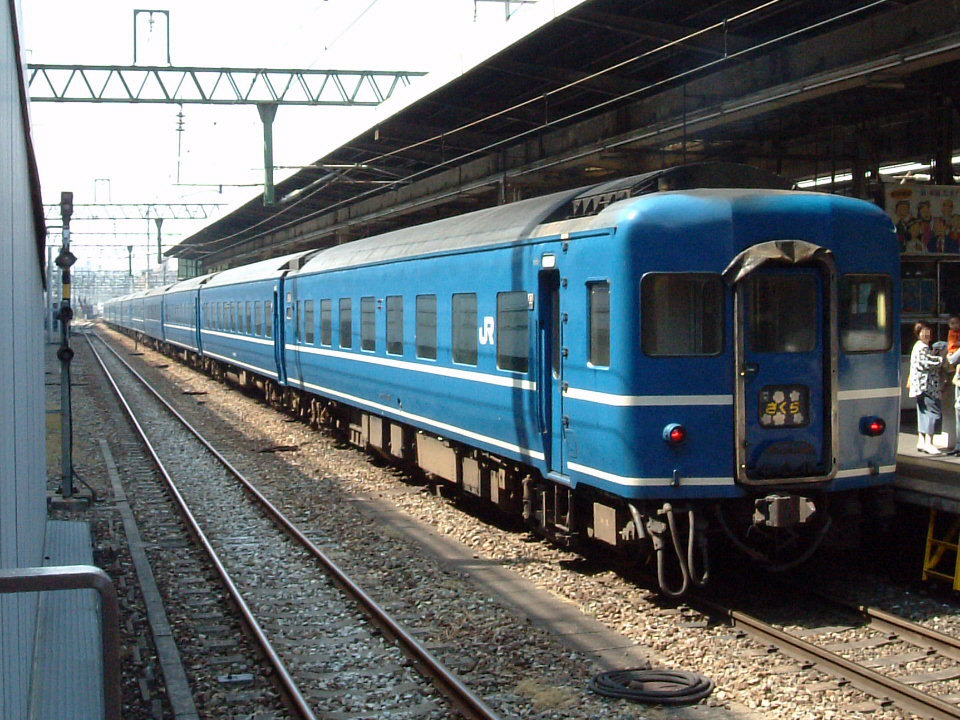
寝台特急「さくら」に使用された14系客車

1929年9月に鉄道省が当時東京駅 - 下関駅間で運行していた、特別急行列車に列車愛称を与えたが、そのうち3・4列車に「櫻」（さくら）の愛称を与えた。
この3・4列車は、1923年7月から運行を開始したが、この列車は、1912年6月から運転を開始していた日本初の特別急行1・2列車に次ぐものであった。しかし、編成は1・2列車が一等・二等車のみで編成され、食堂車も「洋食堂車」を連結していたのに対し、3・4列車は三等車を中心に連結し、食堂車は「和食堂車」だった。どちらかといえば大衆向けの列車であったようである。1・2列車と続行するダイヤで運転されていた。
1925年5月より3・4列車に充当される三等車に専用客車として2列一方向固定座席を備えるスハ29300形（スハ28400形）・スハフ29500形（スハフ28800形）に置き換えた。
「櫻」の愛称が与えられた後1930年には編成をスハ33900形・スハフ35250形といった鋼製客車へ置き換えられ、1931年6月からは京都駅 - 下関駅間で三等寝台車を連結（1934年3月より全区間連結）、1934年12月の丹那トンネル開通に伴うダイヤ改正では二等寝台・座席車が連結されるようになった。この時、1・2列車「富士」との続行運転もとりやめられ、1時間半の間隔を置いて運転するようになった。
1937年には輸送量増強のため三等座席車をスハ32800形に置き換えられ、1941年7月には戦時体制の強化により三等寝台車の連結が中止された。
1942年11月の関門トンネル開通によるダイヤ改正で、「櫻」は鹿児島駅まで延長されるが、同時に列車番号をそれまでの東京駅 - 下関駅間各等急行7・8列車（改正後は東京駅 - 鹿児島駅間各等急行3・4列車）と番号を入れ替える形で二・三等急行7・8列車に格下げとなり、愛称も消滅した。しかし、東京駅 - 下関駅間のダイヤ、編成については特急「櫻」と同じである。
1943年7月にそれまでの特急列車を「第一種急行」、急行列車を「第二種急行」とする制度変更が実施されたが、この変更で旧「櫻」である東京駅 - 鹿児島駅間二・三等急行7・8列車は第一種急行料金が適用され、列車番号も3・4列車に戻された。同年10月に「決戦ダイヤ」と称する、旅客列車を削減・速度低下させるダイヤ改正が行われた際も東京駅 - 鹿児島駅間二・三等急行3・4列車（旧「櫻」）は残されたが、1942年11月から1943年6月まで3・4列車を名乗っていた各等急行7・8列車は展望車・一等寝台車連結を中止、下関駅で打ち切りとなった。なお、この急行7・8列車のダイヤは、戦後「きりしま」の元となる東京駅 - 鹿児島駅間直通急行列車の元ともなっている。1944年4月には「決戦非常措置要綱」に基づいて「富士」を廃止、一般の営業列車から展望車・一等車・寝台車・食堂車の連結が中止された後も急行3・4列車は存続、列車の統廃合を経て1945年3月の時点で残存した唯一の東京駅 - 下関駅間急行1・2列車は3・4列車のダイヤを引き継いだものであった。
第二次世界大戦後「さくら」の愛称が復活したのは、1951年4月 - 5月に東京駅 - 大阪駅間を運行した特急「つばめ」・「はと」の救済臨時列車として東京駅 - 大阪駅間に設定された臨時特急列車に「さくら」の名称を与えたものである。
この時こそ三等車と食堂車のみの編成組成となったが、この列車はこの後も設定され、二等車（特別二等車）の設定もなされた。戦前の「櫻」と同様、三等車主体の編成であったが、著名人や外国人が乗車した日には一等展望車が増結されたこともあった。1957年10月のダイヤ改正には不定期列車に昇格。東海道本線に電車特急が登場する1958年10月のダイヤ改正まで多客時の増発臨時列車として運転された。
また、「ビジネス特急」の仮称を持っていた20系電車「こだま」号の登場に際して列車愛称を一般から公募した時の仮称として一部部内で用いたともされる。
高度経済成長時代に入ると、東京と九州を結ぶ長距離寝台特急列車として、緒となる「あさかぜ」に続く形で長崎本線系統の特急列車として運行を開始した列車に「さくら」の名が与えられた。1965年からは一部の編成が佐世保線佐世保駅まで乗り入れるようになった。
なお、東京から長崎本線を経由する系統の長距離寝台特急列車には当初「あさかぜ」に続く風に関する愛称の列車として「さちかぜ」が設定されたが、「あさかぜ」と紛らわしいため、1958年10月のダイヤ改正時に東京 - 大阪駅間ビジネス特急の佳作であった「平和」に改められた。しかし、「平和」の語調の硬さからか1959年7月の20系客車導入に際し再び改められ「さくら」となった。なお、この「さくら」も東京駅 - 大阪駅間ビジネス特急列車愛称の佳作として名を連ねていた。
後に運行を開始する鹿児島本線系統の「はやぶさ」、日豊本線系統の「富士」と共に、いわゆる「九州ブルートレイン」の一角として国鉄並びにJRの花形列車となったが、同じ国鉄・JRの新幹線（東海道・山陽新幹線）や、完全な競合である航空機などの競合交通手段に対する時間的な不利や、1970年代から続いた相次ぐ運賃・料金の値上げ、1990年代以後の航空運賃の多様化による実質的な値下げや格安ビジネスホテルの台頭、車両の老朽化などによって乗客は減少の一途を辿り、1999年に佐世保駅発着列車が廃止され、「はやぶさ」との併結運転で残っていた長崎駅発着列車も2005年3月に廃止となった。

## 寝台特急「さくら」

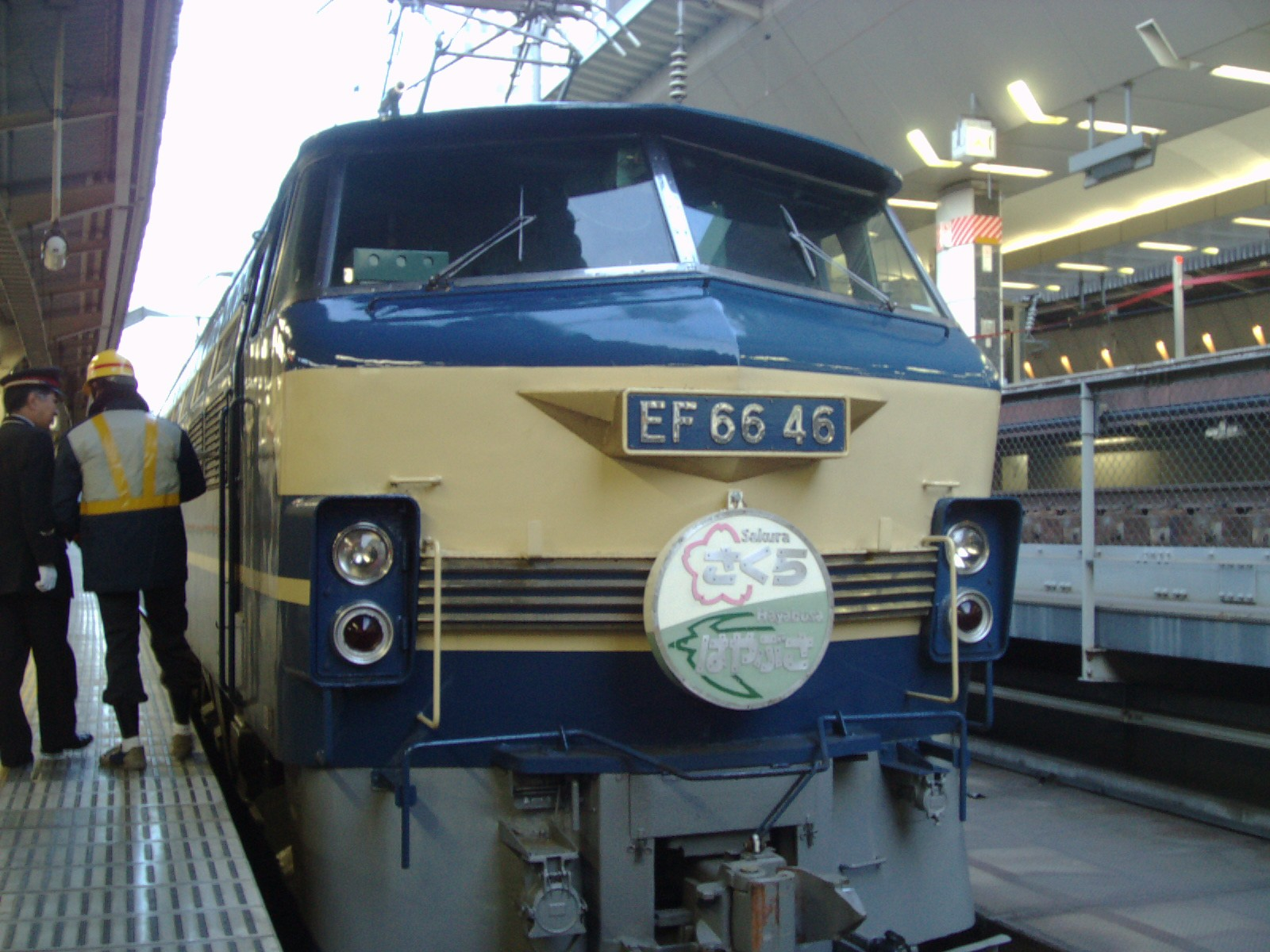
寝台特急「はやぶさ」との併結運転

### 廃止時の運行概要
1997年より、この列車の運行区間であった東京駅 - 長崎駅間の運行営業キロ1,350.5kmは、定期の寝台特急列車の中では第1位の運行距離であった。なお、臨時列車も含めると廃止後も1位は「トワイライトエクスプレス」である。
2000年3月11日のダイヤ改正以降は、下り列車が博多駅 - 長崎駅間で後続の特急「かもめ」に鳥栖駅・肥前山口駅・湯江駅で追い抜かれた。「九州ブルトレ」は、昼行特急の運行を優先されることが多かった。

#### 停車駅
1999年11月29日時点
長崎駅発着の編成
東京駅 - 横浜駅 - 熱海駅 - 沼津駅 - 富士駅 - 静岡駅 - 浜松駅 - 豊橋駅 - 名古屋駅 - 岐阜駅 - 京都駅 - 大阪駅 - 広島駅 - 岩国駅 - 徳山駅 - 小郡駅 - 宇部駅 - 下関駅 - 門司駅 - 小倉駅 - 博多駅 - 鳥栖駅 - 佐賀駅 - 肥前山口駅 - 肥前鹿島駅 - 諫早駅 - 長崎駅
佐世保駅発着の編成
東京駅 … この間は長崎駅発着編成と同じ … 肥前山口駅 - 武雄温泉駅 - 有田駅 - 早岐駅 - 佐世保駅
- なお、上りの博多駅まで立席特急券でB寝台を座席として利用できた。また、下りの宇部駅からはA寝台もグリーン席として利用できた（寝台券も参照）。

1999年11月30日 - 廃止まで
東京駅 - 横浜駅 - 熱海駅 - 沼津駅 - 富士駅 - 静岡駅 - 浜松駅 - 豊橋駅 - 名古屋駅 - 岐阜駅 - 京都駅 - 大阪駅 - 広島駅 - 岩国駅 - （柳井駅） - （下松駅） - 徳山駅 - （防府駅） - 小郡駅(現:新山口) - （宇部駅） - 〔厚狭駅〕 - 下関駅 - 門司駅 - 小倉駅 - 博多駅 - 鳥栖駅 - 佐賀駅 - 肥前山口駅(現:江北) - 肥前鹿島駅 - 諫早駅 - 長崎駅
- （　）は下り列車のみ停車、〔　〕は上り列車のみ停車
- このほか、下り列車は米原駅・岡山駅・肥前竜王駅・肥前飯田駅・肥前大浦駅・湯江駅・肥前三川信号場に、上り列車は湯江駅・肥前浜駅・肥前白石駅・中原駅・岡山駅・米原駅に運転停車していた。
- 下りの下松駅 → 長崎駅間は立席特急券でB寝台を座席として利用できた。

なお、大幅な遅延が生じた場合は品川駅で運転を打ち切ることがあり、この場合は小田原駅 - 品川駅間は東海道貨物線経由で運転して横浜駅を経由しないため、小田原駅に臨時停車していた。

#### 使用車両・編成等
客車は14系客車を使用し、1人用個室B寝台車「ソロ」1両と開放式B寝台車4両の5両で組成していた。
機関車は、東京駅 - 下関駅間をEF66形、下関駅 - 門司駅間をEF81形、門司駅 - 長崎駅間をED76形が牽引していた。
なお、2005年3月1日のダイヤ改正への移行に伴う準備の関係で、下りは2月25日発、上りは2月22日発から列車廃止まで1人用A寝台個室「シングルデラックス」オロネ15形3000番台を連結していた。この車両は24系客車からの改造車であった。

### 担当乗務員区所
車掌は全区間、九州旅客鉄道（JR九州）博多車掌区が担当した。運転士は各旅客会社が自社区間を担当したが、下関駅 - 門司駅間は日本貨物鉄道（JR貨物）門司機関区が担当した。

### 寝台特急「さくら」が登場する作品
映画
- 『大いなる驀進』（東映、関川秀雄監督、1960年公開）
当時の国鉄が全面協力し、食堂車と二等寝台車からなるロケ列車を仕立てて実際に本線上を走行して撮影を行った。
- 『喜劇急行列車』（東映、瀬川昌治監督、1967年公開）
渥美清演じる車掌が主役のコメディー作品。「富士」も登場する。
- 『皇帝のいない八月』（松竹、山本薩夫監督、1978年公開）
自衛隊によるクーデターが題材で、劇中で「さくら」をトレインジャックする。こちらは国鉄の協力を得られず、14系客車はすべてセットである。

音楽
- 「指定券」（さだまさし歌・作詞・作曲、1976年発表）
アルバム『帰去来』に収録。イントロに1976年当時の「さくら」の発車を伝える東京駅の構内放送が入っている。
- 「さよならさくら」（さだまさし歌・作詞・作曲、2005年発表）
アルバム『とこしへ』に収録。

カラオケ背景画面
通信カラオケの一部機種で「長崎の女」（春日八郎）を指定すると、一時期「さくら」が長崎駅に到着する映像が映し出された。
テレビドラマ
- 西村京太郎トラベルミステリー - 山陽・東海道殺人ルート（1990年版）
- 『鉄道公安官』（第1話、1979年4月9日放送回）
「寝台特急(ブルートレイン)の少年」、冒頭からほぼ全編で下りさくら号が話の舞台になる

テレビアニメ
- 『ちびまる子ちゃん』（2012年3月18日放送回）
タイトル「夜行列車に乗る前に」で、同名の列車が登場。
- 『坂道のアポロン』（第9話、2012年6月8日放送）
タイトル「ラブ・ミー・オア・リーヴ・ミー　Love me or leave me」で、同名の列車が登場。

### 東京対長崎県連絡列車沿革

#### 戦前の創始とその後
- 1942年（昭和17年）11月：関門トンネル開通によるダイヤ改正により、東京駅 - 下関駅間を運行していた特別急行列車「富士」が長崎駅まで延長。
  - このとき、長崎港 - 上海間航路が入港する際には長崎港駅まで延長した。これには国際連絡運輸を行うボート・トレインの役割を持っていたとされる。また、東京駅 - 長崎駅間には1往復普通列車も運行された。
- 1943年（昭和18年）
  - 7月：特急列車を「第一種急行」、急行列車を「第二種急行」とし、「富士」は「第一種急行」に指定。
  - 10月：「決戦ダイヤ」と称する、旅客列車を削減・速度低下させるダイヤ改正が行われた。これに伴い、「富士」の運転区間を東京駅 - 博多駅間に縮小。ただし、急行列車5・6列車を設定し、これの代替としたとされる。
- 1944年（昭和19年）4月：急行5・6列車が廃止。

#### 戦後の運行再開後
- 1948年（昭和23年）8月：東京駅 - 長崎駅間を大村線経由で運行する準急行列車として2023・2024列車が運行。
- 1949年（昭和24年）9月：東京駅 - 長崎駅間を大村線経由で運行する2023・2024列車が急行列車に格上げ。同時に列車番号も41・44列車に変更。
- 1950年（昭和25年）11月：急行41・44列車に「雲仙」（うんぜん）の列車愛称が与えられた。
- 1952年（昭和27年）3月10日：サンフランシスコ条約発効に伴い、進駐軍専用列車の取り扱いを急行列車格の特殊列車に変更。これにより、以下の列車を設定。
  1. 呉線経由で東京駅 - 佐世保駅間を運行していた「Dixie Limited」（特殊列車1001・1002列車）
    - この列車は東京駅を午後発着とし、東海道本線を夜行運転とした。

  2. 呉線経由で東京駅 - 佐世保駅間を運行していた「Allied Limited」（特殊列車1005・1006列車）
    - この列車は東京駅を午前中発着とし、東海道本線を昼行運転とした。
- 1954年（昭和29年）10月：このときのダイヤ改正に伴い、次のように変更。
  1. 特殊列車群に愛称が与えられ、1001・1002列車に「西海」（さいかい）の名称が与えられた。なお、1005・1006列車は「早鞆」（はやとも）の名称が与えられたが、運行区間を東京駅 - 博多駅間に短縮。
  2. 「雲仙」の経由路線を佐世保線・大村線経由から、長崎本線肥前鹿島駅経由に変更。

#### 第二の九州特急「さちかぜ」→「平和」の登場
- 1957年（昭和32年）
  - 7月20日：東京駅 - 博多駅間を運行する寝台特急列車として「さちかぜ」運転開始。
    - 「さちかぜ」の設定当初は、毎日運行の臨時列車扱いとした。また、「あさかぜ」についで2本目の寝台特急列車となり、「あさかぜ」と続行する形で運転された。

  - 10月1日：ダイヤ改正により以下のように変更。
    1. 「西海」の扱いを通常の定期急行列車に変更する。
    2. 「さちかぜ」運転区間を長崎駅まで延長し定期列車化。
      - 「さちかぜ」の編成図を右に示すが、当初は「あさかぜ」からと続行する形で運行され、付属編成も広島駅発着の車両も連結していた。
- 1958年（昭和33年）10月：「あさかぜ」と続行する形で運転され、その上名前が似ていたことから誤乗が続出したため、対策として「さちかぜ」の名称を「平和」（へいわ）に改称。
  - この「平和」の名称は「こだま」の公募に際し、「将来の特急列車愛称に用いる」とされた「佳作」で選されたものである。
  - また、この改正より、「平和」は「あさかぜ」より東京駅を2時間近く早く出発する事となり、下り列車は翌11月に登場した151系電車使用の特急「第二こだま」と続行運転する形となった。その事で京阪神方面からの利用が辛うじて可能となった。
  - この改正から食堂車営業担当が日本食堂長崎営業所が担当。以後「さくら」時代でも1987年（昭和62年）5月まで続けられた。
  - なお、この時「はやぶさ」も運行を開始し、「平和」と共通運用を組んだ。

#### 長崎寝台特急「さくら」登場後の展開
- 1959年（昭和34年）7月20日：「平和」を「さくら」に名称変更。同時に20系客車による運行を開始。

| さくら |          |          |          |          |          |          |          |          |          |          |          |          |
| ← 長崎東京 → |          |          |          |          |          |          |          |          |          |          |          |          |
| \| 編成 \| 基本編成 \| 基本編成 \| 基本編成 \| 基本編成 \| 基本編成 \| 基本編成 \| 付属編成 \| 付属編成 \| 付属編成 \| 付属編成 \| 付属編成 \| 付属編成 \| \| 号車 \| 1 \| 2 \| 3 \| 4 \| 5 \| 6 \| 7 \| 8 \| 9 \| 10 \| 11 \| 12 \| \| カニ21 \| ナロネ22 \| ナロ20 \| ナシ20 \| ナハネ20 \| ナハネ20 \| ナハフ21 \| ナハネ20 \| ナハネ20 \| ナハネ20 \| ナハネ20 \| ナハネ20 \| ナハフ20 \| |          |          |          |          |          |          |          |          |          |          |          |          |
| - 付属編成（7 - 12号車）は東京駅 - 博多駅間連結 - 「さくら」の20系客車化に伴い、1人用個室一等寝台「ルーメット」と開放式一等寝台の合造車である「ナロネ22形」が新たに設計・新造された。 この「ナロネ22形」は1972年の14系客車投入まで「さくら」に連結された。 - 20系客車13両編成中には一等座席車（1969年よりグリーン車）「ナロ20形」、 二等座席車（同普通車）「ナハフ20形、ナハフ21形」も組み込まれた。 また、東京駅方の6両は博多駅回転となった。 - 編成端部の車両に設置された電照式の愛称表示は、「さくら」にちなんで地色がピンク色のものが使用された。 |          |          |          |          |          |          |          |          |          |          |          |          |
| 編成 | 基本編成 | 基本編成 | 基本編成 | 基本編成 | 基本編成 | 基本編成 | 付属編成 | 付属編成 | 付属編成 | 付属編成 | 付属編成 | 付属編成 |
| 号車 | 1        | 2        | 3        | 4        | 5        | 6        | 7        | 8        | 9        | 10       | 11       | 12       |
| カニ21 | ナロネ22 | ナロ20   | ナシ20   | ナハネ20 | ナハネ20 | ナハフ21 | ナハネ20 | ナハネ20 | ナハネ20 | ナハネ20 | ナハネ20 | ナハフ20 |

- 1960年（昭和35年）7月：「はやぶさ」に20系客車が導入された。これに伴い、ディーゼル発電機と電動発電機の双方を搭載した電源車である「カニ22形」が使用されるようになる。
  - この車両はパンタグラフを装備しており、直流電化区間では電動発電機により編成の電力をまかなった。
  - なお、当時の編成はこちらを参照されたい。
- 1961年（昭和36年）
  - 10月1日：のちに「サン・ロク・トオ」と称されるダイヤ改正により、以下のように変更。
    1. 本ダイヤ改正から列車番号の符番を変更。前年のダイヤ改正よりそれまで客車列車で運行されていた「つばめ」・「はと」が電車化されて以来、形式上空いていた1列車から始まる列車番号を九州特急と称された寝台特急列車群に与える[注 2]。これにより、九州特急の下り始発列車であった「さくら」に1列車、その上り列車として2列車が与えられ、JR化以降となる1994年（平成6年）12月3日までの33年あまり使用され続けた。
    2. 「西海」「雲仙」の併結運転を実施。
    3. 観光団体列車として「九州観光列車」を東京駅 - 長崎駅・大分駅間に設定。

  - 東京長崎間の所要時間は19時間50分だった。
  - 12月29日：20系客車による下り「さくら」に、山陽本線上で2時間57分遅れで運転されていた気動車準急「あきよし」が追突する事故が起こった。事故復旧に際して20系客車が使用できなくなり、急遽10系客車や在来型客車を代わりに用いた。

##### さくら・あきよし追突事故の影響
前述したように、1961年12月29日に発生した事故により、「さくら」用20系客車編成の内14両中12両が破損し、基本編成8両は代車を確保したものの、付属編成6両が不足する事態となった。当時最新の20系客車は、他の寝台特急列車の運用も合わせてぎりぎりの両数がフル稼働している状況であり、しかも年末年始の多客期ゆえに予備車まで総動員しており、直ちにこれらの代替車を捻出することは不可能であった。そのため、事故車の復旧が完了するまでの暫定処置として、10系客車やそれ以前に製造された旧形客車（スハネ30形など）を付属編成の代替として20系編成に併結し、「さくら」の運行に当てることとした。
2等寝台（現在のB寝台）の基本設備に限れば、10系寝台車の設備は20系客車に比して大きく劣るものではなかった。しかし、20系客車と旧形客車とは以下の点で異なっていた。
- 貫通幌が異なり互換性が無かった。なお貫通幌自体は14系・24系では旧形客車と同じものに戻されている。
- 集中電源方式による電気暖房の20系と異なり、旧型の暖房は暖房用蒸気を機関車から蒸気管により供給する構造になっている[注 4]。このことから常に機関車側に連結する必要があり、下り列車では非貫通構造の20系電源車の前位、つまり長崎方に連結せざるをえなかった。

このため上り、下りとも基本編成と付属編成との間の通り抜けができず、付属編成の乗客は食堂車が利用できないなど、サービス面で問題となった。このため冷房使用期間ではないものの、国鉄は旧形客車部分を利用した乗客の特急料金を100円払い戻す措置を行った。

#### 「さくら」の変遷
- 1963年（昭和38年）12月：「さくら」に二等寝台車1両を増結。この増結した車両は博多駅回転となった付属編成に連結。
- 1964年（昭和39年）6月：「さくら」の緩急二等座席車「ナハフ20形」を緩急二等寝台車「ナハネフ22形」に変更。
- 1965年（昭和40年）
  - 3月：「さくら」の緩急二等座席車「ナハフ21形」を緩急二等寝台車「ナハネフ21形」に変更。これにより、二等座席車の連結を終了。
  - 10月：ダイヤ改正により、「さくら」の運行区間を東京駅 - 佐世保駅・長崎駅間に変更。
    - この改正では従来長崎駅に乗り入れていた基本編成が佐世保駅発着となり、長崎駅には博多駅で増解結していた付属編成が乗り入れることとなった。両編成の分割・併合は肥前山口駅で行なった。
    - 「さくら」の東京駅 - 下関駅間の牽引機がEF60形500番台からEF65形500番台（P型）に変更された。なお、関門間はEF30形、鹿児島本線はED72形及びED73形、長崎本線・佐世保線内はDD51形が牽引した。
    - また、佐世保編成はスイッチバックを行う早岐駅から終着の佐世保駅まではC11形蒸気機関車がバックで牽引し話題となった。

| さくら |           |          |           |           |           |          |             |           |           |           |           |           |           |             |
| ← 早岐・長崎佐世保／東京 → |           |          |           |           |           |          |             |           |           |           |           |           |           |             |
| \| 編成 \| 基本編成 \| 基本編成 \| 基本編成 \| 基本編成 \| 基本編成 \| 基本編成 \| 基本編成 \| 付属編成 \| 付属編成 \| 付属編成 \| 付属編成 \| 付属編成 \| 付属編成 \| 付属編成 \| \| 号車 \| 1 \| 2 \| 3 \| 4 \| 5 \| 6 \| 7 \| 8 \| 9 \| 10 \| 11 \| 12 \| 13 \| 14 \| \| カニ 22 \| ナロネ 22 \| ナロ 20 \| ナハネ 20 \| ナハネ 20 \| ナハネ 20 \| ナシ 20 \| ナハネフ 21 \| ナロネ 21 \| ナハネ 20 \| ナハネ 20 \| ナハネ 20 \| ナハネ 20 \| ナハネ 20 \| ナハネフ 22 \| |           |          |           |           |           |          |             |           |           |           |           |           |           |             |
| - 食堂車「ナシ20形」、一等座席車「ナロ20形」及び「ナロネ22形」に6室設置していた1人用個室一等寝台「ルーメット」を連結した編成（これをいわゆる基本編成と称する）が佐世保駅発着となり、長崎駅発着編成には全室開放式一等寝台車「ナロネ21形」と二等寝台車のみのいわゆる付属編成が乗り入れた。 - 付属編成については、肥前山口駅以西では8号車前頭にオハシ30形等旧形客車から改造された簡易電源車「マヤ20形」が連結された。                                                           |           |          |           |           |           |          |             |           |           |           |           |           |           |             |
| 編成 | 基本編成  | 基本編成 | 基本編成  | 基本編成  | 基本編成  | 基本編成 | 基本編成    | 付属編成  | 付属編成  | 付属編成  | 付属編成  | 付属編成  | 付属編成  | 付属編成    |
| 号車 | 1         | 2        | 3         | 4         | 5         | 6        | 7           | 8         | 9         | 10        | 11        | 12        | 13        | 14          |
| カニ 22 | ナロネ 22 | ナロ 20  | ナハネ 20 | ナハネ 20 | ナハネ 20 | ナシ 20  | ナハネフ 21 | ナロネ 21 | ナハネ 20 | ナハネ 20 | ナハネ 20 | ナハネ 20 | ナハネ 20 | ナハネフ 22 |

- 1966年（昭和41年）10月：「さくら」の基本編成を長崎駅発着、付属編成を佐世保駅発着に変更。
- 1967年（昭和42年）10月：このときのダイヤ改正により「九州観光列車」の名称を変更し、長崎行きを「五島」（ごとう）とする。
- 1968年（昭和43年）
  - 6月20日：「さくら」長崎編成中に連結していた一等座席車「ナロ20形」を二等寝台車「ナハネ20形」に変更。座席車の連結を終了。この時点での編成図はこちらを参照されたい。なお、この編成変更に伴い、上記一等座席車の連結は「あさかぜ」のみとなった（こちらは国鉄運賃モノクラス制に伴うグリーン車化を経て1975年3月まで連結）。
  - 10月1日：ヨン・サン・トオのダイヤ改正により、以下の通りの変更を実施。なお、20系客車に110km/h対応改造が実施されたことで、本改正から最高速度が110km/hとなった。
    1. 従来、東京駅 - 西鹿児島駅間運行の「はやぶさ」の付属編成の博多駅切り離しを止め、長崎駅まで延長。
    2. 急行列車「五島」を「ながさき」に列車名を変更。同時に季節列車化。
    3. 従来、東京駅 - 佐世保駅・長崎駅間運行の「西海・雲仙」は運行区間を変更。大阪駅 - 佐世保駅間運行の「西海」、京都駅 - 長崎駅間運行の「雲仙」に運行区間・形態を変更。→以降はあかつき (列車)、山陽本線優等列車沿革も参照されたい。
- 1970年（昭和45年）10月1日：急行「ながさき」の運行区間を大阪駅 - 長崎駅間とし、列車名を「雲仙」に変更。これにより、「さくら」と「はやぶさ」が東京駅対長崎県連絡の使命を負う事となる。
- 1972年（昭和47年）3月15日：「さくら」と「みずほ」「あさかぜ（下り）2号・（上り）3号の使用車両を、当時「新型ブルートレイン」と称された14系客車（14系14形）に変更。詳細は下図を参照されたい。食堂車はオシ14形0番台、A寝台車はオロネ14形0番台を使用、B寝台車はスハネフ14形0番台とオハネ14形0番台を使用。

| 表・編・話・歴・PJR・PJRN・C |             |           |           |           |          |           |           |             |             |           |           |           |           |             |
| 東京 → |             |           |           |           |          |           |           |             |             |           |           |           |           |             |
| \| 編成 \| 基本編成 \| 基本編成 \| 基本編成 \| 基本編成 \| 基本編成 \| 基本編成 \| 基本編成 \| 基本編成 \| 付属編成 \| 付属編成 \| 付属編成 \| 付属編成 \| 付属編成 \| 付属編成 \| \| -------- \| ----------- \| --------- \| --------- \| --------- \| -------- \| --------- \| --------- \| ----------- \| ----------- \| --------- \| --------- \| --------- \| --------- \| ----------- \| \| 号車 \| 1 \| 2 \| 3 \| 4 \| 5 \| 6 \| 7 \| 8 \| 9 \| 10 \| 11 \| 12 \| 13 \| 14 \| \| 座席種別 \| B \| A \| B \| B \| D \| B \| B \| B \| B \| B \| B \| B \| B \| B \| \| 形式 \| スハネフ 14 \| オロネ 14 \| オハネ 14 \| オハネ 14 \| オシ 14 \| オハネ 14 \| オハネ 14 \| スハネフ 14 \| スハネフ 14 \| オハネ 14 \| オハネ 14 \| オハネ 14 \| オハネ 14 \| スハネフ 14 \| |             |           |           |           |          |           |           |             |             |           |           |           |           |             |
| 座席種別 A=開放式A寝台 B=開放式3段B寝台 D=食堂車 |             |           |           |           |          |           |           |             |             |           |           |           |           |             |
| 編成 | 基本編成    | 基本編成  | 基本編成  | 基本編成  | 基本編成 | 基本編成  | 基本編成  | 基本編成    | 付属編成    | 付属編成  | 付属編成  | 付属編成  | 付属編成  | 付属編成    |
| 号車 | 1           | 2         | 3         | 4         | 5        | 6         | 7         | 8           | 9           | 10        | 11        | 12        | 13        | 14          |
| 座席種別 | B           | A         | B         | B         | D        | B         | B         | B           | B           | B         | B         | B         | B         | B           |
| 形式 | スハネフ 14 | オロネ 14 | オハネ 14 | オハネ 14 | オシ 14  | オハネ 14 | オハネ 14 | スハネフ 14 | スハネフ 14 | オハネ 14 | オハネ 14 | オハネ 14 | オハネ 14 | スハネフ 14 |

| 編成     | 基本編成    | 基本編成  | 基本編成  | 基本編成  | 基本編成 | 基本編成  | 基本編成  | 基本編成    | 付属編成    | 付属編成  | 付属編成  | 付属編成  | 付属編成  | 付属編成    |
| -------- | ----------- | --------- | --------- | --------- | -------- | --------- | --------- | ----------- | ----------- | --------- | --------- | --------- | --------- | ----------- |
| 号車     | 1           | 2         | 3         | 4         | 5        | 6         | 7         | 8           | 9           | 10        | 11        | 12        | 13        | 14          |
| 座席種別 | B           | A         | B         | B         | D        | B         | B         | B           | B           | B         | B         | B         | B         | B           |
| 形式     | スハネフ 14 | オロネ 14 | オハネ 14 | オハネ 14 | オシ 14  | オハネ 14 | オハネ 14 | スハネフ 14 | スハネフ 14 | オハネ 14 | オハネ 14 | オハネ 14 | オハネ 14 | スハネフ 14 |

- 1975年（昭和50年）3月10日：山陽新幹線博多駅乗り入れに伴うダイヤ改正を実施。この際、「はやぶさ」の車両を20系客車から、24系客車（24系24形）に変更。これに伴い「はやぶさ」を西鹿児島駅・長崎駅行きから、西鹿児島駅行き（付属編成は熊本駅まで）に変更し、分散電源方式の14系客車で運転していた熊本駅行きの「みずほ」を熊本駅・長崎駅行きに変更した。この時期の「さくら」・「みずほ」の編成図についてはこちらを参照されたい。

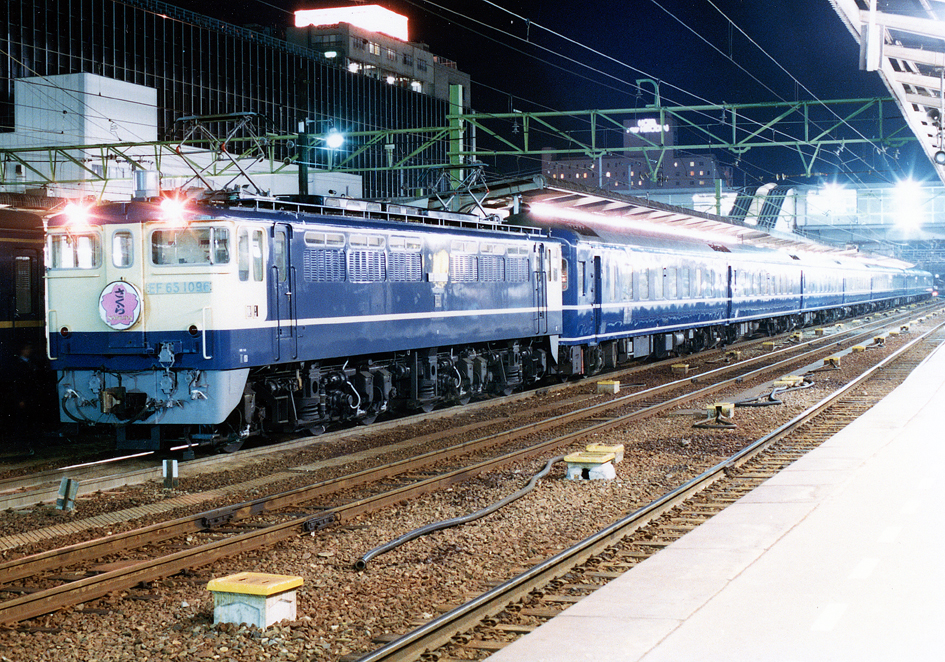
EF65 1096牽引の「さくら」（1984年 広島駅にて）

- 1978年（昭和53年）7月：「さくら」の東京駅 - 下関駅間の牽引機がEF65形500番台（P型）からEF65形1000番台（PF型）に交代。また、この頃で列車食堂の郷土料理メニュー導入により食堂車にちゃんぽんや皿うどんなどの長崎県の郷土料理が登場。
- 1983年（昭和58年）：寝台特急「さくら」号及び寝台特急「みずほ」号に使用中の14系14形のオハネ14形及びスハネフ14形のB寝台を3段式から2段式に改造するのに伴い、長期にわたりB寝台車の計画的な欠車を実施。一部の列車では、電源車であるスハネフ14形の代用に座席車であるスハフ14形を連結。
- 1984年（昭和59年）
  - 2月：1970年代半ばより合理化策の一環として廃止されていた九州島内のヘッドマークの取り付けが復活。
    - ちなみに、九州島内では「円盤型」と称される中華鍋に類似した半円形の形態のものが用いられた。

  - 7月20日：寝台特急「さくら」号の長崎編成及び寝台特急「みずほ」号の熊本編成に使用中の14系14形のB4オハネ14形（3両）からの改造車4人用B個室寝台車「オハネ14形700番台」「カルテット」の連結を開始[6]。また、この時期までにB寝台の2段化が完了[6]。BC個室
    - 従来、個室寝台は一等・二等寝台車の後身となるA寝台でのみあり、1984年時点では24系25形客車の1人用個室である「オロネ25形」が唯一の存在であった。しかし、グループ利用の促進等を目的として、初めてB個室寝台として改造された。

1985年（昭和60年）3月のダイヤ改正頃から～1986年（昭和61年）11月のダイヤ改正に掛けて↓
- 1985年（昭和60年）3月：「さくら」の東京駅 - 下関駅間の牽引機がEF65形1000番台からEF66形に交代。これに合わせ、同区間のヘッドマークのデザインを「みどり地にピンクの桜」へ変更。
- 1986年（昭和61年）11月1日：翌年の国鉄分割民営化に備え、品川運転所に集中配置されていた東京発九州行きの寝台特急客車の転配が行われ、以後、長崎編成は熊本運転所、佐世保編成は品川運転所が受け持つこととなった。
  - この際、熊本運転所には、向日町運転所から「明星」廃止により余剰となった14系15形（スハネフ15形4両、オハネ15形7両）も転入し、14系14形に混じって「さくら」及び「みずほ」での使用を開始した。なお、編成図はこちらも参照されたい。

#### JR化以降

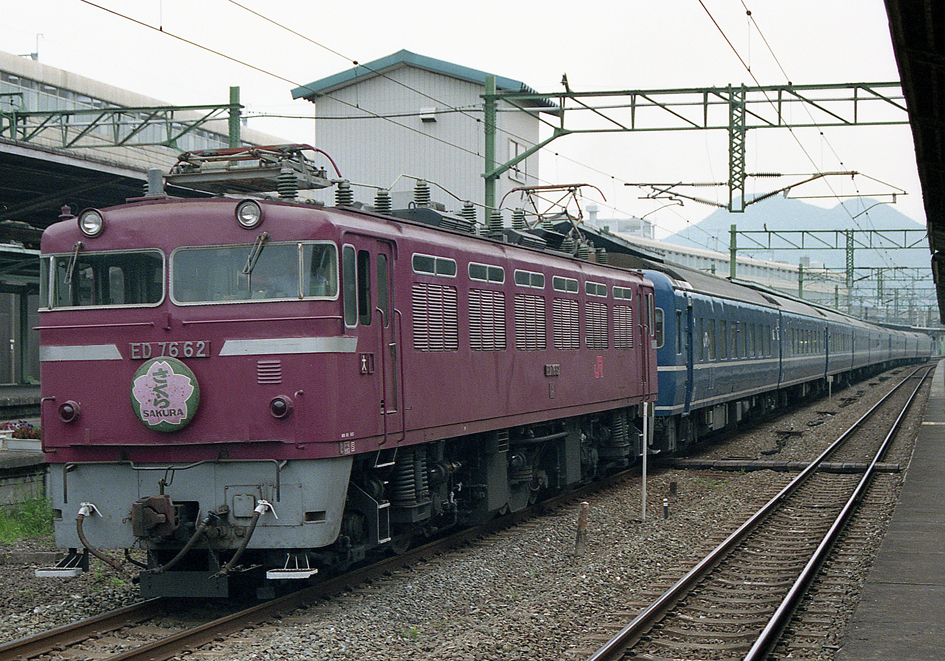
ED76 62牽引の「さくら」（1990年 小倉駅にて）

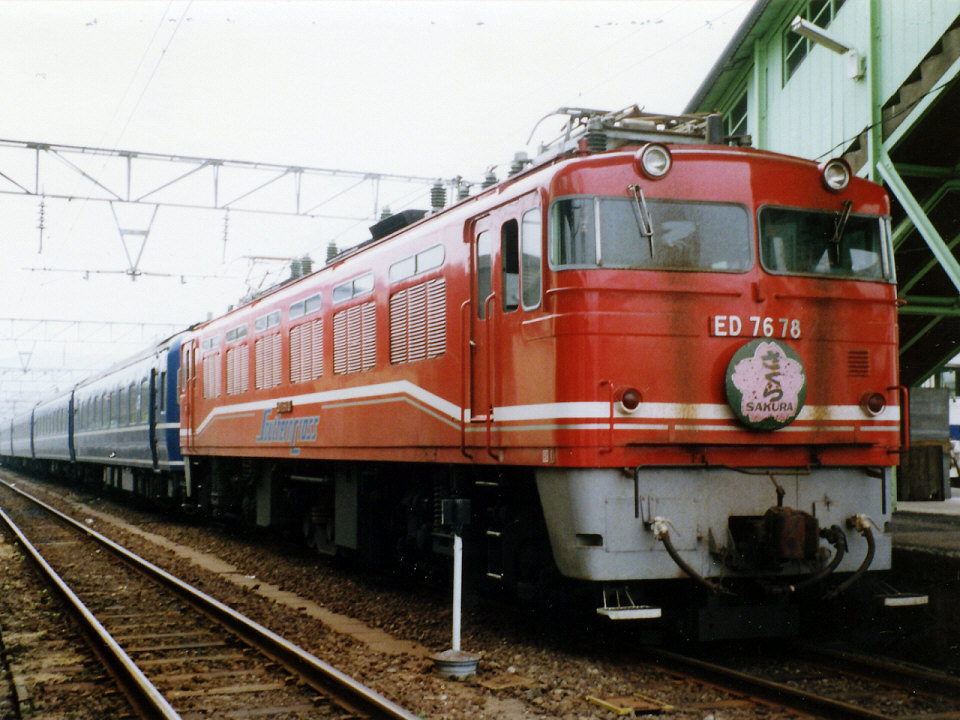
ED76形78号機（パノラマライナーサザンクロス専用機）牽引の「さくら」（佐世保駅にて）

- 1987年（昭和62年）6月1日：この日から食堂車の営業担当を日本食堂長崎営業所から日本食堂新博多営業所に移行し、名物メニュー「長崎ちゃんぽん」と「皿うどん」がメニューから消滅する。それは新博多営業所を除く九州内の日本食堂の営業拠点がにっしょく九州（後にジェイアール九州トラベルフーズとなったが2005年7月に廃業）に経営分離されたため。
- 1988年（昭和63年）3月13日：この時のダイヤ改正に伴い、「さくら」編成の一部変更を行う。詳細はこちらを参照されたい。なお、この年の6月1日には日本食堂の経営分離に伴い、新博多営業所はJR東海系のジェイダイナー東海の営業拠点になっている。
- 1989年（平成元年）4月1日：食堂車の営業担当がJダイナー上野営業所に移行。
- 1990年（平成2年）12月1日：食堂車営業担当がJダイナー新東京営業所に移行するが、後の食堂車の売店営業後も1999年（平成11年）12月ダイヤ改正前の終了まで担当する。  なお、その前の1990年（平成2年）10月1日から上り列車の翌朝の食堂車営業開始時間が6時から7時に短縮。
- 1991年（平成3年）3月：「成田エクスプレス」運行開始に伴う人員確保のため、国鉄時代から担当していたJR東日本東京車掌区が乗務を降り、JR九州門司車掌区に移管。
- 1992年（平成4年）4月8日：山陽本線須磨 - 塩屋間で下り「さくら」と山陽本線と並行して走る国道2号から転落したトレーラーとの衝突脱線事故発生（寝台特急さくらトレーラー衝突事故を参照）。
- 1993年（平成5年）3月18日：「さくら」の食堂車が売店営業に差し代わる[7]。
- 1994年（平成6年）12月3日：このときのダイヤ改正により「あさかぜ」1・4号を臨時列車に格下げ、「みずほ」の廃止。これに伴う「さくら」での変更は以下の通り。
  - 「さくら」が小倉駅 - 博多駅間を朝のラッシュ時間帯に通過することを回避するため、「さくら」と「富士」のダイヤを入れ替え、下り「さくら」を東京発16時台から18時台へ変更。これにより、従来「さくら」が列車番号として使用していた1列車及び2列車が「富士」に変更。3・4列車となる。
  - また、佐世保編成を長崎編成と同一のJR九州車両の編成に変更。これにより、「あさかぜ1・4号」の廃止とともにJR東日本車両のJR九州への定期列車での乗り入れが消滅。なお、このため、従来熊本運転所所属の14系客車を長崎運転所[8] へ転属。
    - これにより、長崎編成・佐世保編成双方にオロネ14形、オハネ14形700番台、オシ14形を連結。
    - なお、売店営業は長崎発着の編成のみで営業し、佐世保編成ではカーテンが閉められていた。

  - 担当車掌区をJR西日本下関乗務員センターに変更。

| 号車      | 1                       | 2                       | 3                       | 4                       | 5                       | 6                       | 7                       | 8                       | 9                       | 10                      | 11                      | 12                      | 13                      | 14                      |
| 座席      | B                       | A                       | B4                      | B                       | D                       | B                       | B                       | B                       | A                       | B4                      | B                       | D                       | B                       | B                       |
| 車両 形式 | スハネフ14              | オロネ14                | オハネ14 700番台        | オハネ14                | オシ14                  | オハネ14                | スハネフ14              | スハネフ14              | オロネ14                | オハネ14 700番台        | オハネ14                | オシ14                  | オハネ14                | スハネフ14              |
| 運転 区間 | 下り：長崎駅←東京駅間   | 下り：長崎駅←東京駅間   | 下り：長崎駅←東京駅間   | 下り：長崎駅←東京駅間   | 下り：長崎駅←東京駅間   | 下り：長崎駅←東京駅間   | 下り：長崎駅←東京駅間   | 下り：佐世保駅←東京駅間 | 下り：佐世保駅←東京駅間 | 下り：佐世保駅←東京駅間 | 下り：佐世保駅←東京駅間 | 下り：佐世保駅←東京駅間 | 下り：佐世保駅←東京駅間 | 下り：佐世保駅←東京駅間 |
| 運転 区間 | 上り：佐世保駅→東京駅間 | 上り：佐世保駅→東京駅間 | 上り：佐世保駅→東京駅間 | 上り：佐世保駅→東京駅間 | 上り：佐世保駅→東京駅間 | 上り：佐世保駅→東京駅間 | 上り：佐世保駅→東京駅間 | 上り：長崎駅→東京駅間   | 上り：長崎駅→東京駅間   | 上り：長崎駅→東京駅間   | 上り：長崎駅→東京駅間   | 上り：長崎駅→東京駅間   | 上り：長崎駅→東京駅間   | 上り：長崎駅→東京駅間   |

| 号車     | 1                       | 2                       | 3                       | 4                       | (5)                     | 6                       | 7                       | 8                       | 9                       | 10                      | 11                      | (12)                    | 13                      | 14                      |
| 座席種別 | B                       | A                       | B                       | D                       | B                       | B                       | B                       | B                       | A                       | B                       | D                       | B                       | B                       | B                       |
| 使用車両 | スハネフ 14             | オロネ 14               | オハネ 14               | オシ 14                 | オハネ 14               | オハネ 14               | スハネフ 14             | スハネフ 14             | オロネ 14               | オハネ 14               | オシ 14                 | オハネ 14               | オハネ 14               | スハネフ 14             |
| 運行区間 | 下り：長崎駅←東京駅間   | 下り：長崎駅←東京駅間   | 下り：長崎駅←東京駅間   | 下り：長崎駅←東京駅間   | 下り：長崎駅←東京駅間   | 下り：長崎駅←東京駅間   | 下り：長崎駅←東京駅間   | 下り：佐世保駅←東京駅間 | 下り：佐世保駅←東京駅間 | 下り：佐世保駅←東京駅間 | 下り：佐世保駅←東京駅間 | 下り：佐世保駅←東京駅間 | 下り：佐世保駅←東京駅間 | 下り：佐世保駅←東京駅間 |
| 運行区間 | 上り：佐世保駅→東京駅間 | 上り：佐世保駅→東京駅間 | 上り：佐世保駅→東京駅間 | 上り：佐世保駅→東京駅間 | 上り：佐世保駅→東京駅間 | 上り：佐世保駅→東京駅間 | 上り：佐世保駅→東京駅間 | 上り：長崎駅→東京駅間   | 上り：長崎駅→東京駅間   | 上り：長崎駅→東京駅間   | 上り：長崎駅→東京駅間   | 上り：長崎駅→東京駅間   | 上り：長崎駅→東京駅間   | 上り：長崎駅→東京駅間   |

- 1996年（平成8年）末：臨時寝台特急「みずほ」廃止。
- 1997年（平成9年）11月29日：「さくら」への「カルテット」（オハネ14形700番台）の連結を終了。また、同年12月以降「さくら」の編成中のオハネ14形が、オハネ25形100番台を改造したオハネ15形1100番台に順次置き換えられ、1997年（平成9年）度末をもってオハネ14形の置き換えを完了する。

#### 寝台特急「さくら」の終焉
- 1999年（平成11年）12月4日：「さくら」佐世保駅発着列車を廃止の上、熊本駅発着の寝台特急「はやぶさ」と併結運転開始[5]。また、担当車掌区を併結される「はやぶさ」にあわせJR九州博多車掌区に変更。

- 変更概要は以下の通り。

- 「さくら」は長崎鉄道事業部長崎運輸センター所属の14系客車の6両編成、「はやぶさ」は熊本鉄道事業部熊本運輸センター所属の24系客車9両となり、東京駅 - 鳥栖駅間で「はやぶさ」「さくら」として併結運転を行った。
- 従来「はやぶさ」「富士」は共通運用であったため、「富士」編成は「はやぶさ」編成の24系25形客車9両と「さくら」編成の14系客車6両を併結した15両編成となった。
- また、編成単位での14系客車と24系客車の併結運転は史上初であり、サービス用電源はそれぞれ各編成の連結する電源車（カニ24形及びスハネフ14・15形）から供給された。なお、14系客車には非常時等に備え、併結運転対応工事が施された。
- 6両編成となった「さくら」には、従前「はやぶさ」及び「富士」に連結されていたオハネ25形1000番台（1人用B個室寝台車「ソロ」）を改造したオハネ15形2000番台が連結されたが、開放型A寝台車（オロネ14形）と食堂車（オシ14形）の連結は終了した。オロネ14形、オシ14形の運用離脱により、残る14系14形はスハネフ14形のみとなり、これ以降、24系25形からの編入改造車を含む14系15形が主体の編成となった。
- 「富士」・「はやぶさ」の24系編成には引き続き個室A寝台車「シングルデラックス」・「ロビーカー」が連結されたが、「ソロ」については前述の通り改造の上で14系編成に移された。また、オハネ25形2両をオハネ15形1100番台に追加改造し、14系編成に組み込んだ。
- 車内販売については日本レストランエンタプライズ（1997年10月1日に日本食堂から社名変更）が撤退したため、代わりにジェイダイナー東海（翌年にジェイアール東海パッセンジャーズに社名変更）の担当となり、乗務区間も東京駅 - 名古屋駅間に縮小された。

| 編成     | 長崎編成・東京→長崎       | 長崎編成・東京→長崎       | 長崎編成・東京→長崎       | 長崎編成・東京→長崎       | 長崎編成・東京→長崎      | 長崎編成・東京→長崎      | 佐世保編成・東京→門司    | 佐世保編成・東京→門司    | 佐世保編成・東京→門司    | 佐世保編成・東京→門司    | 佐世保編成・東京→門司    | 佐世保編成・東京→門司    |
| 所属     | 長崎運転所                | 長崎運転所                | 長崎運転所                | 長崎運転所                | 長崎運転所               | 長崎運転所               | 長崎運転所               | 長崎運転所               | 長崎運転所               | 長崎運転所               | 長崎運転所               | 長崎運転所               |
| 号車     | 1                         | 2                         | 3                         | 4                         | 5                        | 6                        | 7                        | 8                        | 9                        | 10                       | 11                       | 12                       |
| 客車形式 | スハネフ14 6              | オロネ14 1                | オハネ15 2                | オシ14 8                  | オハネ15 3               | スハネフ15 2             | スハネフ14 11            | オハネ15 2004            | オハネ15 4               | オハネ15 1202            | オハネ15 7               | スハネフ15 1             |
| 機関車   | 東京→下関 EF66-48（下関） | 東京→下関 EF66-48（下関） | 東京→下関 EF66-48（下関） | 東京→下関 EF66-48（下関） | 下関→門司 EF81- （大分） | 下関→門司 EF81- （大分） | 下関→門司 EF81- （大分） | 下関→門司 EF81- （大分） | 門司→長崎 ED76- （大分） | 門司→長崎 ED76- （大分） | 門司→長崎 ED76- （大分） | 門司→長崎 ED76- （大分） |

| 編成     | 佐世保編成・佐世保→東京        | 佐世保編成・佐世保→東京        | 佐世保編成・佐世保→東京        | 佐世保編成・佐世保→東京  | 佐世保編成・佐世保→東京  | 佐世保編成・佐世保→東京  | 長崎編成・長崎→東京      | 長崎編成・長崎→東京      | 長崎編成・長崎→東京      | 長崎編成・長崎→東京       | 長崎編成・長崎→東京       | 長崎編成・長崎→東京       |
| 所属     | 長崎運転所                     | 長崎運転所                     | 長崎運転所                     | 長崎運転所               | 長崎運転所               | 長崎運転所               | 長崎運転所               | 長崎運転所               | 長崎運転所               | 長崎運転所                | 長崎運転所                | 長崎運転所                |
| 号車     | 1                              | 2                              | 3                              | 4                        | 5                        | 6                        | 7                        | 8                        | 9                        | 10                        | 11                        | 12                        |
| 客車形式 | スハネフ14 101                 | オハネ15 2005                  | オハネ15 1                     | オハネ15 1246            | オハネ15 1204            | スハネフ14 5             | スハネフ14 3             | オハネ15 2001            | オハネ15 1185            | オハネ15 1112             | オハネ15 6                | スハネフ15 21             |
| 機関車   | 佐世保→肥前山口 ED76- （大分） | 佐世保→肥前山口 ED76- （大分） | 佐世保→肥前山口 ED76- （大分） | 長崎→門司 ED76- （大分） | 長崎→門司 ED76- （大分） | 長崎→門司 ED76- （大分） | 門司→下関 EF81- （大分） | 門司→下関 EF81- （大分） | 門司→下関 EF81- （大分） | 下関→東京 EF66-50（下関） | 下関→東京 EF66-50（下関） | 下関→東京 EF66-50（下関） |

- 2002年（平成14年）3月23日：「さくら」の開放式B寝台を1両、「はやぶさ」は2両減車。「さくら」は5両編成とし、「はやぶさ」は7両編成となる。
  - この編成で「さくら」は廃止時まで運行される。こちらまたは2002年より2005年までの東京対九州諸都市連絡寝台特急の編成図も参照。
- 2005年（平成17年）3月1日：「さくら」廃止[4]。最終日の下り列車は鳥栖止まりとなった[4]。

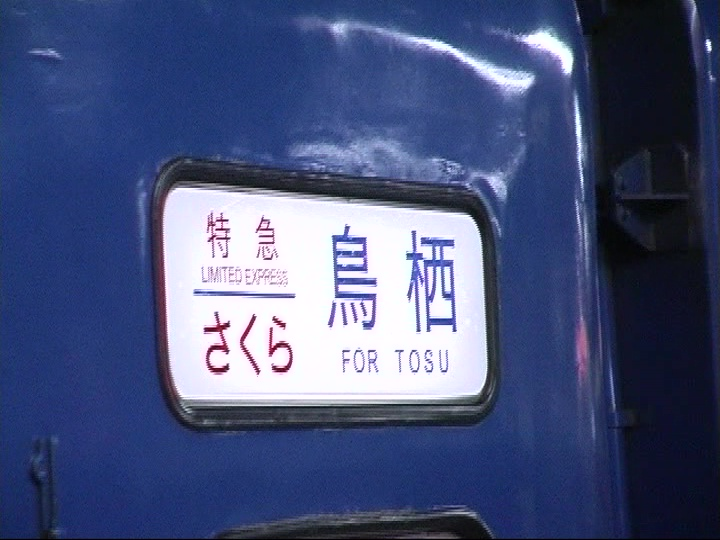
鳥栖止まりとなったさくら

| 編成     | はやぶさ編成・東京→熊本   | はやぶさ編成・東京→熊本   | はやぶさ編成・東京→熊本   | はやぶさ編成・東京→熊本   | はやぶさ編成・東京→熊本  | はやぶさ編成・東京→熊本  | はやぶさ編成・東京→熊本  | さくら編成・東京→鳥栖    | さくら編成・東京→鳥栖    | さくら編成・東京→鳥栖    | さくら編成・東京→鳥栖    | さくら編成・東京→鳥栖    | さくら編成・東京→鳥栖 |
| 所属     | 熊本鉄道事業部            | 熊本鉄道事業部            | 熊本鉄道事業部            | 熊本鉄道事業部            | 熊本鉄道事業部           | 熊本鉄道事業部           | 熊本鉄道事業部           | 長崎鉄道事業部           | 長崎鉄道事業部           | 長崎鉄道事業部           | 長崎鉄道事業部           | 長崎鉄道事業部           | 長崎鉄道事業部        |
| 号車     | 電源車                    | 1                         | 2                         | 3                         | 4                        | 5                        | 6                        | 7                        | 8                        | 9                        | 10                       | 11                       | 12                    |
| 客車形式 | カニ24 16                 | オハネフ25 210            | オハネ25 130              | オハネ25 242              | 欠番                     | オハ24 704               | オハネフ25 155           | スハネフ14 5             | オロネ15 3005            | オハネ15 2005            | オハネ15 1246            | オハネ15 2               | スハネフ14 101        |
| 機関車   | 東京→下関 EF66-51（下関） | 東京→下関 EF66-51（下関） | 東京→下関 EF66-51（下関） | 東京→下関 EF66-51（下関） | 下関→門司 EF81- （大分） | 下関→門司 EF81- （大分） | 下関→門司 EF81- （大分） | 下関→門司 EF81- （大分） | 門司→熊本 ED76- （大分） | 門司→熊本 ED76- （大分） | 門司→熊本 ED76- （大分） | 門司→熊本 ED76- （大分） |                       |

| 編成     | はやぶさ編成・熊本→東京  | はやぶさ編成・熊本→東京  | はやぶさ編成・熊本→東京  | はやぶさ編成・熊本→東京   | はやぶさ編成・熊本→東京   | はやぶさ編成・熊本→東京   | はやぶさ編成・熊本→東京    | さくら編成・長崎→東京      | さくら編成・長崎→東京      | さくら編成・長崎→東京     | さくら編成・長崎→東京     | さくら編成・長崎→東京     | さくら編成・長崎→東京 |
| 所属     | 熊本鉄道事業部           | 熊本鉄道事業部           | 熊本鉄道事業部           | 熊本鉄道事業部            | 熊本鉄道事業部            | 熊本鉄道事業部            | 熊本鉄道事業部             | 長崎鉄道事業部             | 長崎鉄道事業部             | 長崎鉄道事業部            | 長崎鉄道事業部            | 長崎鉄道事業部            | 長崎鉄道事業部        |
| 号車     | 電源車                   | 1                        | 2                        | 3                         | 4                         | 5                         | 6                          | 7                          | 8                          | 9                         | 10                        | 11                        | 12                    |
| 客車形式 | カニ24 18                | オハネフ25 207           | オハネ25 243             | オハネ25 132              | 欠番                      | オハ24 705                | オハネフ25 208             | スハネフ14 11              | オロネ15 3002              | オハネ15 2002             | オハネ15 6                | オハネ15 1                | スハネフ14 11         |
| 機関車   | 熊本→鳥栖 ED76- （大分） | 熊本→鳥栖 ED76- （大分） | 熊本→鳥栖 ED76- （大分） | 長崎→門司 ED76-94（大分） | 長崎→門司 ED76-94（大分） | 長崎→門司 ED76-94（大分） | 門司→下関 EF81-413（大分） | 門司→下関 EF81-413（大分） | 門司→下関 EF81-413（大分） | 下関→東京 EF66-48（下関） | 下関→東京 EF66-48（下関） | 下関→東京 EF66-48（下関） |                       |

- 2009年（平成21年）3月20日：リバイバルトレインながら、1日限りで寝台特急としての「さくら」が復活。
  - 走行区間は門司港駅→長崎駅間の往路。復路は「あかつき」と名前を変えて運転された。使用客車は同年3月14日まで「はやぶさ」で使われた14系で、前述のとおり、使用された14系客車はそもそも「さくら」で使用されていたものでもある。[9]
- 2010年（平成22年）11月20・21日：門司港駅 - 長崎駅間1往復で最後のリバイバル運転。車両製造40年経過のため今回で臨時運転を取りやめ。